# Seasons Change (Exposé-Lied)
Seasons Change ist ein Lied von Exposé aus dem Jahr 1987, das von Lewis Martineé geschrieben und produziert wurde. Es erschien auf dem Album Exposure.

## Geschichte
Im Text geht es um Beziehungen, die mit der Zeit durch Ereignisse oder bedingt durch die betroffenen Menschen selbst beendet werden.
Die Veröffentlichung war am 27. November 1987, in den Vereinigten Staaten war die, dem Musikrichtungen Synthie-Pop und Contemporary R&B einzuordnende Ballade ein Nummer-eins-Hit.

## Musikvideo
Die Handlung des Musikvideos spielt in einem Ferienhaus, das nahe einem Strand liegt. In dem Haus verbrachten die Bandmitglieder ihren Urlaub und packen nun ihre Sachen, was die Hälfte der Handlung des Videos dominiert. Im Rest des Clips spielen sie am Strand, tragen den Rest des Songs mit Klavier und Harfe vor. Am Ende steigen sie mit ihren gepackten Sachen ins Taxi.

## Coverversionen
- 1994: Tiffany